# Orden des Gotteslammes
Der Orden des Gotteslammes (l' Ordre de l'Agneau de Dieu) war ein schwedischer Ritterorden. Gestiftet wurde er am 10. Juni 1564 in Uppsala von König Erik der XIV.; er erlosch mit dem Tod des Stifters im Jahr 1578. Das Anliegen war die Ehrung des Hofes.
Die Zuschreibung der Stiftung dem König Johann III. soll auf das Krönungsjahr 1568 zurückgehen, ist aber nicht belegbar.
Die Ordensdekoration bestand aus einer goldenen Kette aus Lorbeerkränzen mit Königskronen darüber. Die Kronen wurden von Löwen und Eidechsen gehalten. Säulen und Seraphinen wechselten sich mit diesen ab. An der Kette hing ein goldenes Medaillon mit dem Bild des Heilands. An den Seiten knieten König Erik der XIV. zwei Engel zu Füssen des Lamms. Die Ordensdevise lautete „Deus protector noster“.

## Einzelnachweis
1. ↑   Gustav Adolph Ackermann, Ordensbuch sämtlicher in Europa blühender und erloschener Orden und Ehrenzeichen, Rudolph und Dieterici, Annaberg 1855, S. 219